# 泛心论
泛心论又稱萬物精神論，是心灵哲学中的一個概念，是指包括無生命物質在內的萬物都具有意識以及心灵屬性（記憶、感知、慾望）。不過高等動物的意識、心靈較植物更清楚、更明顯，植物這方面較無機物更清楚。這個概念可以視為泛靈論在哲學領域的翻版。蘇格拉底、萊布尼茨、古斯塔夫·费希纳等人都是泛心論的支持者。20世纪中叶，随着逻辑实证主义的兴起，泛心论的觀點不斷受到質疑和挑戰。但是，随着人工智慧的发展，泛心论的思想观又重新回到人们的视野，被人们讨论。